# Mal di pietre (film)
Mal di pietre (Mal de pierres) è un film del 2016 diretto da Nicole Garcia, con protagonista Marion Cotillard.
Il film è un adattamento del romanzo Mal di pietre della scrittrice italiana Milena Agus ed è stato presentato in concorso al Festival di Cannes 2016.

## Trama
Nella Provenza del dopoguerra, Gabrielle è una ragazza per la quale la famiglia sta cercando una sistemazione. La giovane si occupa di letteratura e incontra regolarmente un professore di lettere che le dà dei consigli e del quale Gabrielle si innamora. Una sera, arriva per la giovane una bruciante delusione: alla festa del paese, vede il professore insieme ad un'altra; quando poi lei lo chiama in disparte per leggergli dei versi di sapore erotico che aveva scritto per lui, egli la respinge. Disperata, la giovane dà in escandescenze davanti a tutto il paese.
La famiglia è preoccupata e la madre cerca di trovare un rimedio; ad un certo punto ella pensa a un matrimonio tra Gabrielle e un certo José, bracciante agricolo spagnolo fino a quel momento privo di mezzi finanziari. Questi però potrebbero essere messi a disposizione dalla famiglia di lei per poi condurre una piccola impresa di costruzioni. Mentre José sarebbe d'accordo, la ragazza è totalmente contraria all'idea. Messa alle strette, Gabrielle viene però costretta dalla madre ad accettare il progetto; sa infatti che in caso contrario verrebbe internata in una clinica psichiatrica a Marsiglia. Finisce quindi per sposare José, che in fondo è un uomo buono e onesto. Dal canto suo, la famiglia spera che in questo modo la donna smetta di fare parlare di sé e diventi agli occhi di tutti una donna rispettabile, a maggior ragione pensando al fatto che sono veramente in molti a pensare che Gabrielle sia pazza.
In teoria, i due coniugi avrebbero patteggiato una relazione senza rapporti sessuali. Dato che però Gabrielle si rende conto che i bordelli frequentati dal marito costano cifre non indifferenti, si offre di fornire lei i servizi di cui egli fruisce dalle prostitute.
Una dottoressa spiega alla coppia che Gabrielle non può rimanere incinta a causa dei calcoli renali e propone un soggiorno in uno stabilimento termale, Quando Gabrielle viene poi ricoverata in una casa di cura in Svizzera per curare i calcoli, incontra André Sauvage, un tenente dell'esercito francese rientrato dalla guerra d'Indocina a causa di diverse ferite. L'incontro fatale fa rinascere in lei il desiderio di un amore assoluto e totale e tra i due si stabilisce una relazione.
Incinta, dopo la cura la donna rientra in Francia e ricomincia la vita di tutti i giorni. Dichiara però al marito che il bambino non è suo, ma di André. Ha intenzione di stabilirsi altrove insieme a quest'uomo, che comunque dopo il soggiorno in sanatorio non ha mai risposto alle lettere di Gabrielle. Viene poi il giorno in cui tutte le missive scritte dalla donna tornano alla mittente, con grande dolore di Gabrielle. La protagonista, molti anni più in là, verrà comunque a sapere che André è morto poco dopo aver lasciato il sanatorio svizzero.
Solo alla fine della vicenda emerge che l'amore passionale tra lei e André era stato solo frutto dell'immaginazione, forse folle, della protagonista. Era stato del resto lo stesso André a confidare a José il fatto di essere rimasto impotente in seguito alle ferite riportate durante la guerra. I due uomini si erano infatti casualmente conosciuti su una terrazza appartata del sanatorio; il bambino, quindi, è di sicuro del marito anche se la moglie lo aveva attribuito ad André.
Quando Gabrielle viene a sapere della morte dell'amato, José, nel ruolo di marito e di padre del bambino ormai grandicello, le rivela di essere sempre stato al corrente di tutta la situazione senza però averglielo detto. Aveva deliberatamente scelto la strada del silenzio per non turbarla privandola della sua illusione. È solo a questo punto, dopo tanti anni, che pare per la prima volta prospettarsi una nuova vita in comune, forse più serena.

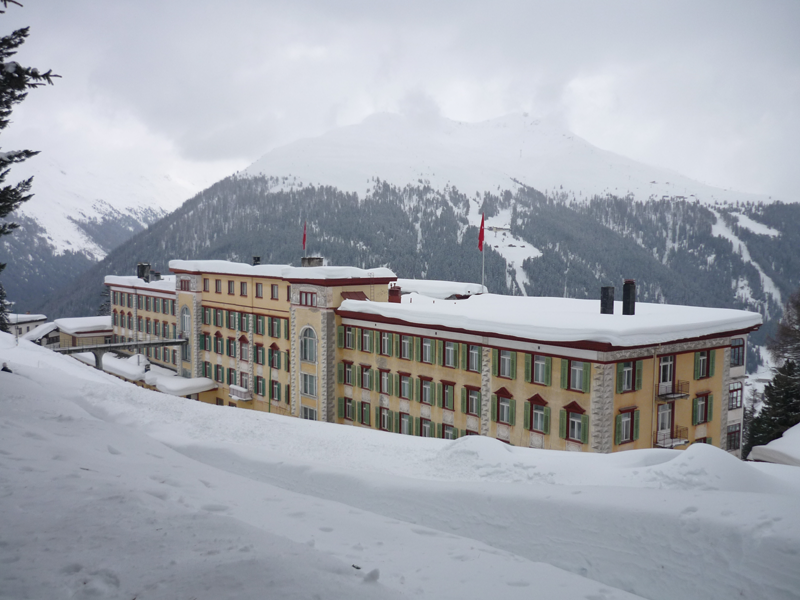
Hotel Schatzalp a Davos, ex-sanatorio in cui è stata girata parte del film

## Riconoscimenti
- 2016 - Festival di Cannes
  - Candidatura per la Palma d'oro
- 2017 - Premio César
  - Candidatura al miglior film

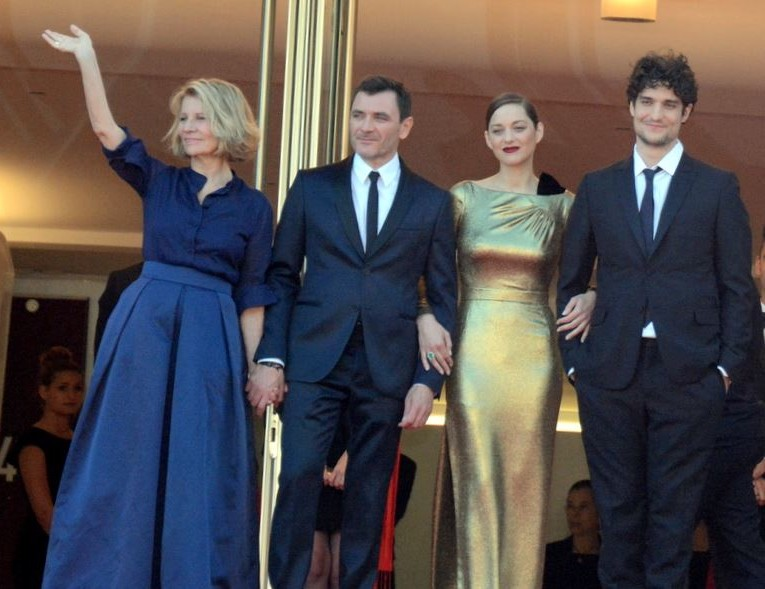
Nicole Garcia, Àlex Brendemühl, Marion Cotillard e Louis Garrel al festival di Cannes.

  - Candidatura alla migliore regia a Nicole Garcia
  - Candidatura alla migliore attrice protagonista a Marion Cotillard
  - Candidatura al migliore adattamento a Nicole Garcia e Jacques Fieschi
  - Candidatura alla migliore fotografia a Christophe Beaucarne
  - Candidatura ai migliori costumi a Catherine Leterrier
  - Candidatura al miglior montaggio a Simon Jacquet
  - Candidatura al miglior sonoro a Jean-Pierre Duret, Sylvain Malbrant e Jean-Pierre Laforce